# Jaskinia nad Źródłem Piąta
Jaskinia nad Źródłem Piąta – jaskinia w Dolinie Będkowskiej na Wyżynie Krakowsko-Częstochowskiej. Pod względem administracyjnym znajduje się we wsi Będkowice w województwie małopolskim.

## Historia odkrycia
Jaskinię odkryli A. Górny i M. Czepiel w 1968 r. W latach 70. XX grotołazi odkryli korytarz prowadzący do niewielkiej salki z niedużą studnią. W latach 1988–1993 r. w jaskini systematyczne badania prowadziło Muzeum Archeologiczne AGH w Krakowie. Pod warstwą humusu znaleziono starsze osady rdzawej gliny z polewami naciekowymi i stalagmitami o wysokości do 0,5 m i średnicy do 25 cm przy podstawie. Są zbudowane z krystalicznego kalcytu, częściowo uwarstwionego żelazistymi smugami. Najmłodsze z nich metodą węgla C13 datowano na 40 tys. lat BP. Jeszcze głębiej znajduje się cienka warstwa kwarcowych żwirów z odłamkami wapieni i manganowymi ziarnami. 

## Opis
Jaskinia znajduje się w górnej części lewego zbocza Doliny Będkowskiej, przy ścieżce prowadzącej od Źródła Będkówki do wsi Będkowice. Ma otwór tuż nad ścieżką, u zachodniego podnóża Skały nad Źródłem. 
Jest to jaskinia o rozwinięciu poziomym i długości 22 m. Jest łatwa do zwiedzania, jednak jej końcowy odcinek jest silnie spękany i może się zawalić. Kręty korytarz jaskini kończy się niewielką salką z wieloma pionowymi pęknięciami. Ta część jaskini znajduje się w strefie aktywnych ruchów skalnych. Świadczą o tym skośnie przecięte i poprzesuwane o kilka cm stalaktyty. W ciągu 20 ostatnich lat w salce tej nastąpiło już kilka zawałów. Osuwiskom i innym ruchom skalnym sprzyja silne nachylenie zbocza w tym rejonie i duża masa luźno związanych skał. Przewiew powietrza w końcowej salce świadczy o tym, że pęknięcia tworzących ją skał wychodzą na powierzchnię. Na ścianach salki występuje mleko wapienne.

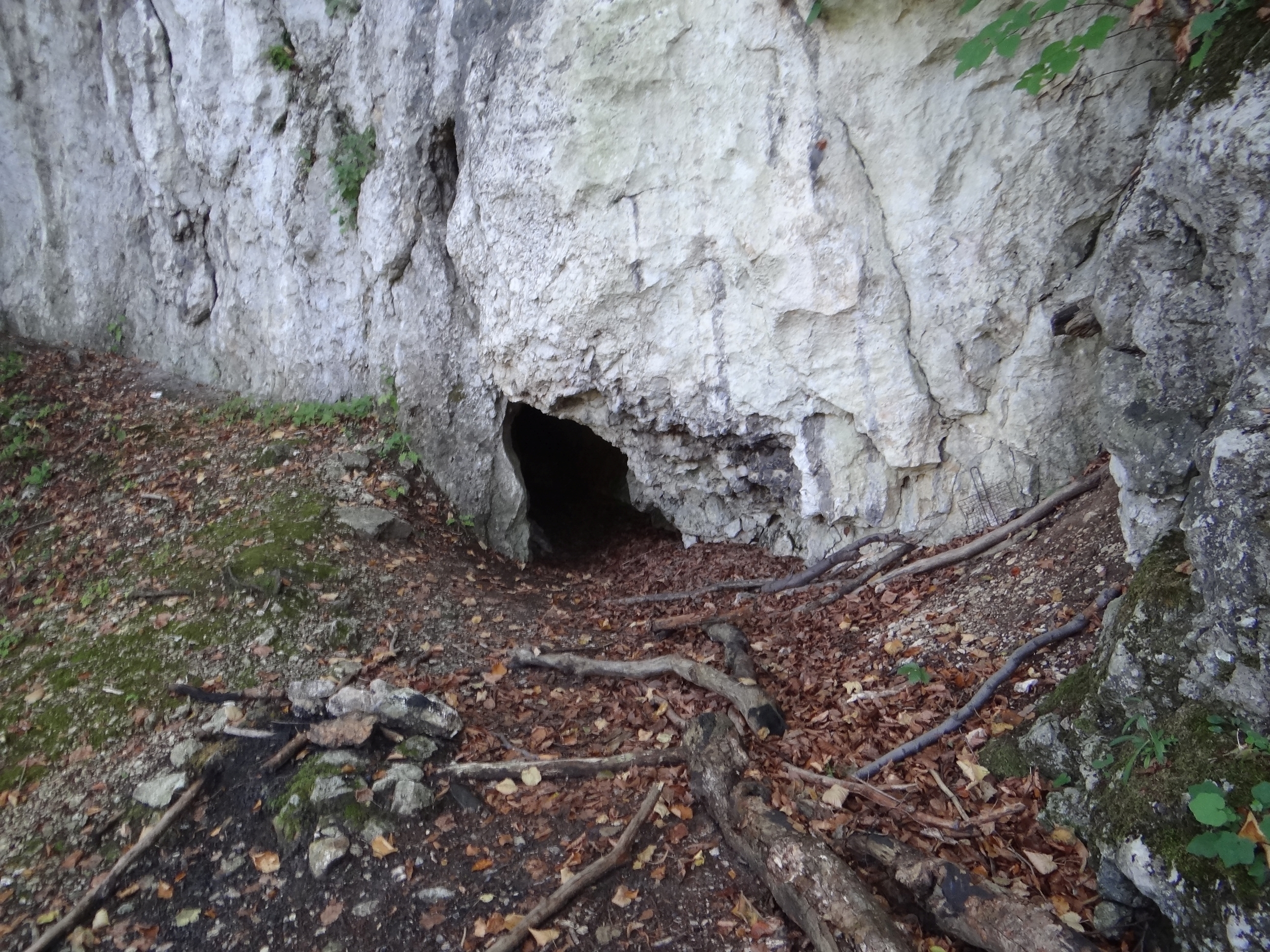
Otwór u podnóża skały
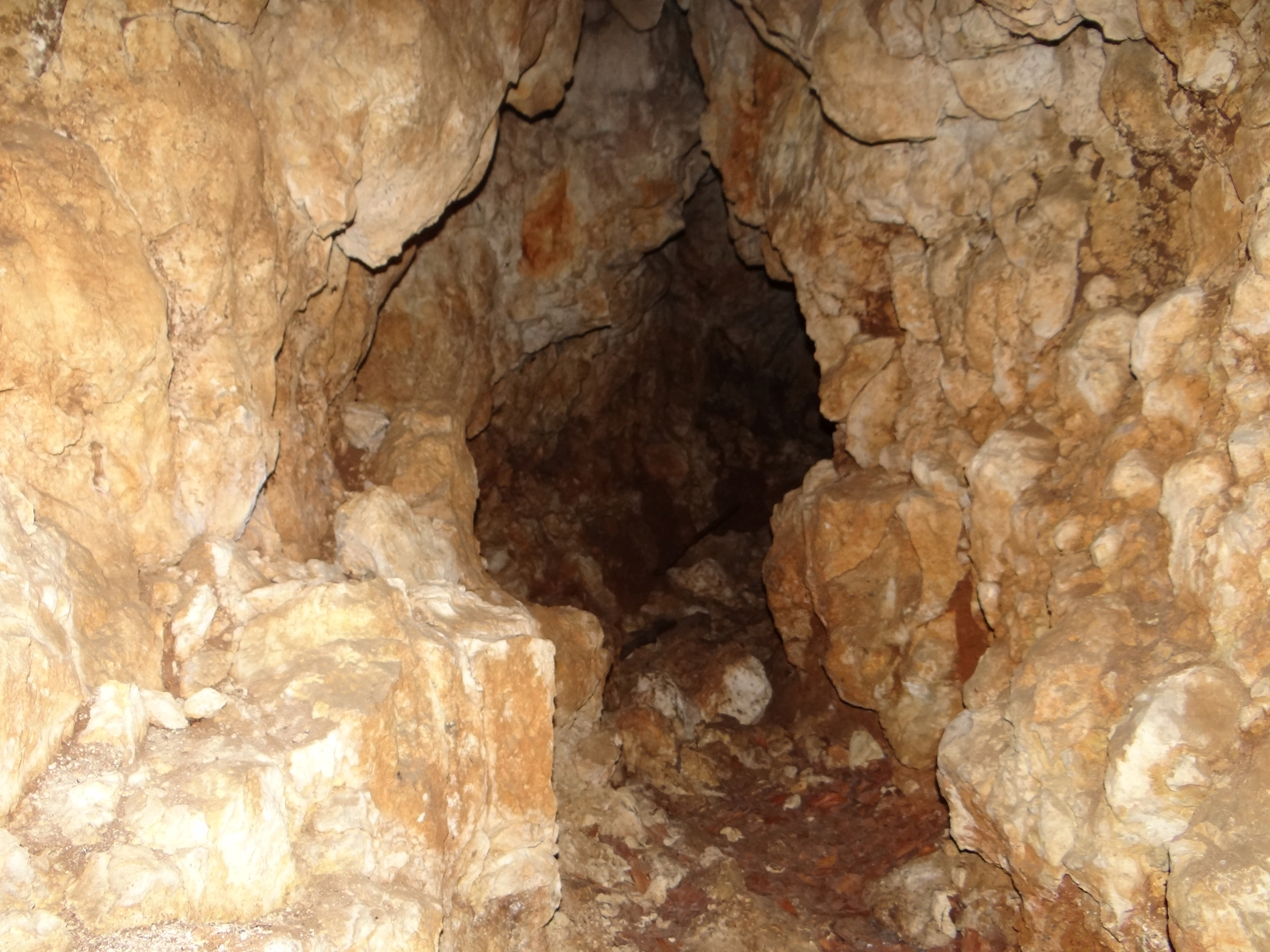
Korytarz
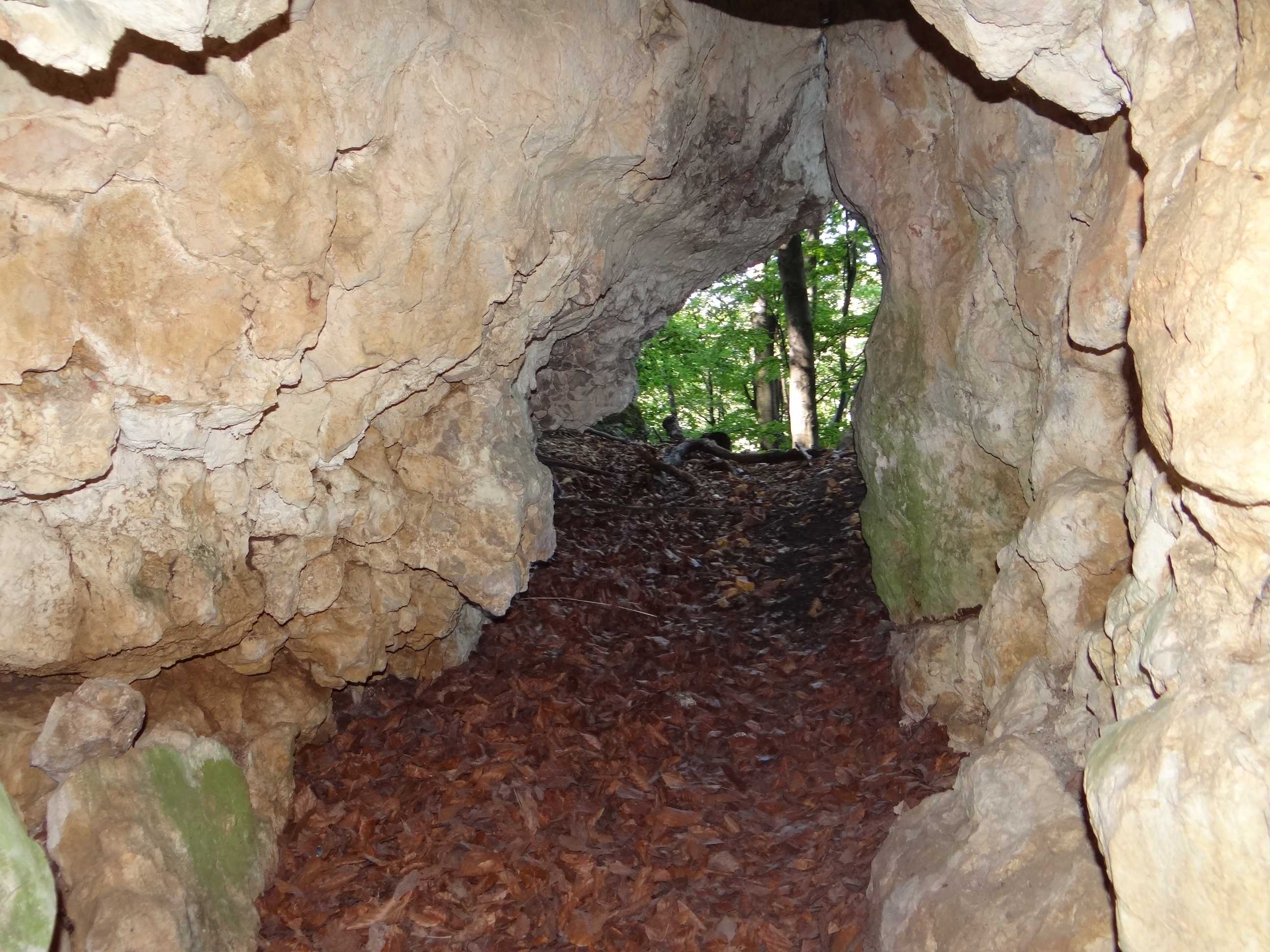
Korytarz i otwór jaskini
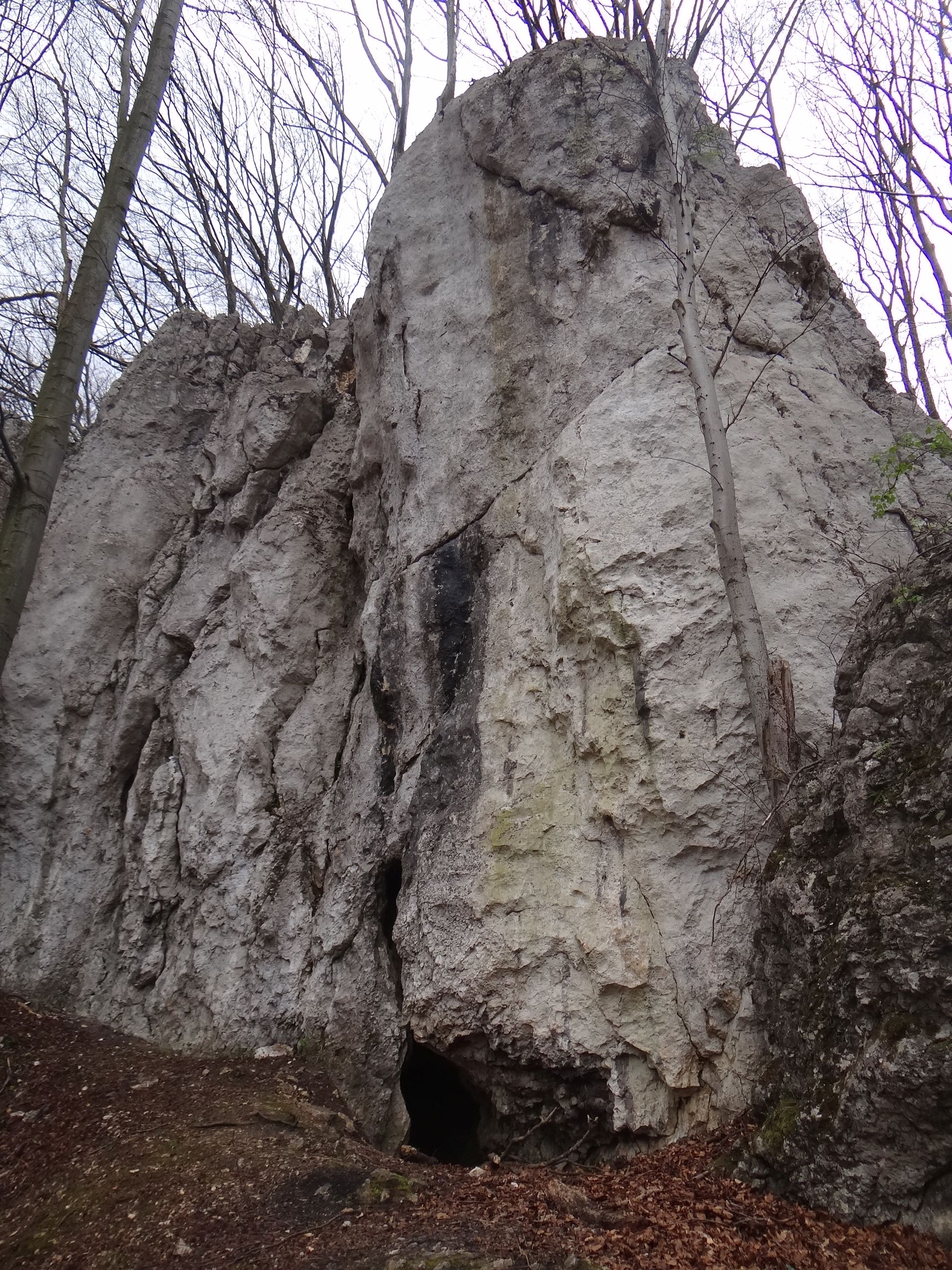
Skała nad Źródłem z otworem jaskini